# Orange (New Hampshire)
Orange è un comune degli Stati Uniti d'America facente parte della contea di Grafton nello stato del New Hampshire.